# Jean Patrice Ndaki Mboulet
Jean Patrice Ndaki Mboulet (ur. 5 maja 1979) – kameruński siatkarz grający na pozycji atakującego lub przyjmującego; reprezentant Kamerunu.

## Kariera klubowa
W 2000 roku został wybrany MVP ligi Kamerunu, grając w zespole Port Duala.
W 2002 roku przeniósł się do Francji. W sezonie 2002/2003 był zawodnikiem AS Fréjus, w latach 2003–2005 - Montpellier UC, następnie grał w klubie AS Cannes, z którym doszedł do finału Pucharu Francji (2006). W sezonie 2006/2007 bronił barw Saint-Brieuc Côtes-d’Armor Volley-Ball (Pro A).
W 2007 roku przeszedł do japońskiego klubu Sakai Blazers. W 2008 roku otrzymał nagrodę dla najlepszego zagrywającego V-League, a w 2009 roku został wybrany do szóstki sezonu.

## Kariera reprezentacyjna
Występował w trzech mistrzostwach Afryki:  w 2001, 2003 oraz 2009 roku. W 2009 roku wybrany został najlepszym atakującym mistrzostw.
Brał udział w Afrykańskim Turnieju Kwalifikacyjnym do Igrzysk Olimpijskich, gdzie z reprezentacją zajął 3. miejsce.
Został powołany na Mistrzostwa Świata 2010, gdzie występował w podstawowej szóstce.
| Lp. | Data                | Przeciwnik        | Pkt |
| --- | ------------------- | ----------------- | --- |
| 1   | 25 września 2010    | Rosja             | 15  |
| 2   | 26 września 2010    | Portoryko         | 24  |
| 3   | 27 września 2010    | Australia         | 26  |
| 4   | 1 października 2010 | Stany Zjednoczone | 29  |
| 5   | 2 października 2010 | Czechy            | 22  |

## Medale, tytuły, trofea
- Mistrzostwa Japonii:
  -  2009
- Puchar Francji:
  -  2006